# Dilophothripoides
Dilophothripoides is een geslacht van vlinders van de familie visstaartjes (Nolidae), uit de onderfamilie Chloephorinae.

## Soorten
- D. noliformis Strand, 1922